# Tachuda lignea
Tachuda lignea är en fjärilsart som beskrevs av William Schaus 1901. Tachuda lignea ingår i släktet Tachuda och familjen tandspinnare. Inga underarter finns listade i Catalogue of Life.